# I. Teqerideamani
I. Teqerideamani núbiai kusita uralkodó volt az 1. század végén és a 2. század elején. Teritnide király előzte meg, és Tamelerdeamani király követte.
Nem világos, miért gondolják, hogy ő és II. Teqerideamani két különböző személy voltak: mindkét uralkodótól csak egy feliratot és egy sírt találtak a világörökség részét képező Meroé piramistemetőjében (Beg. N.28). Derek A. Welsby az uralkodók táblázatában két Teqerideamanit sorol fel – a sírt az előbbihez rendeli, a feliratot pedig az utóbbihoz –, de az egyik fejezetben kijelenti, hogy a sír és a felirat ugyanazon személyhez tartozik. 